# Arachniodes superba
Arachniodes superba är en träjonväxtart som beskrevs av Fraser-jenkins. Arachniodes superba ingår i släktet Arachniodes och familjen Dryopteridaceae. Inga underarter finns listade.